# Cláudio Sérgio d’Espiney
Cláudio Sérgio d'Espiney (Porto, 25 de novembro de 1912 — 10 de agosto de 1984) foi um ativista político comunista, professor de matemática e pedagogo português, estabelecido na cidade da Beira, em Moçambique, entre 1936 e 1964. Mercê das suas próprias convicções e do papel ativo que a sua família imediata desempenhou na oposição ao Estado Novo, viveu intensamente o período pré e pós-revolucionário, tendo estado envolvido na fundação do Comité Marxista-Leninista Português (CMLP), da União Democrática Popular (UDP) e do Partido Comunista Português (Reconstruído) (PCP-R).

## Juventude e família
Aproximando-se do Partido Comunista Português (PCP) nos anos 20, participou em lutas estudantis no Porto, nomeadamente na greve de estudantes do Porto (1931-1932) que levou à demissão do então reitor Alberto Plácido.
Casou, a 22 de dezembro de 1932, com Sara Pires de Carvalho, com quem se estabelece em Moçambique em 1936, buscando melhor situação económica e profissional. Professor de matemática, fundou na Beira um colégio que seria a única escola laica da cidade. Anos mais tarde, encerrado o colégio e proibido de ensinar, passou a dar aulas particulares de matemática.

## Regresso à metrópole
O seu regresso a Portugal, em 1964, deveu-se à necessidade de dar apoio ao filho José Luís, preso pela Polícia Internacional e de Defesa do Estado (PIDE). Em 1966 viria a ter presos simultaneamente três filhos (José Luís, Rui e Sérgio d'Espiney). Juntamente com sua mulher (a quem os presos políticos chamavam Mãe Sara) teve um papel preponderante na organização do apoio aos presos políticos e no incentivo ao apoio ao processo de reorganização e unificação dos militantes marxistas-leninistas.
Juntamente com os filhos, Rui d'Espiney, José Luís d'Espiney, Sérgio d'Espiney e Rita Gonçalves, constituiu um dinâmico grupo que colaborou ativamente também no lançamento do Comité Marxista-Leninista de Portugal, que viria em 1973 a dar origem à Organização Comunista Marxista-Leninista Portuguesa, por fusão com outros grupos afins. Ficou este grupo também conhecido como O Bolchevista atendendo ao nome do jornal que publicava.
Depois da Revolução de 25 de Abril de 1974, foi na sua casa, em pleno processo revolucionário de 1975, que foi decidida a criação da União Democrática Popular (UDP ) e se realizaram reuniões preparatórias do congresso de fundação do Partido Comunista Português, Reconstruído (PCP-R), em ambos os quais foi figura preponderante o seu filho Rui, então recém libertado do Forte de Peniche.